# Marek Sokołowski (jezuita)
Marek Sokołowski SJ (ur. 26 czerwca 1952 w Ciechanowie) – polski duchowny katolicki, jezuita, prof. dr hab. teologii, pisarz, poeta.

## Życiorys
W 1971 roku wstąpił do Towarzystwa Jezusowego. Studia filozoficzne odbywał w Krakowie, teologiczne w Warszawie. Studia specjalistyczne z teologii duchowości zakończone doktoratem, kontynuował na Uniwersytecie Gregoriańskim w Rzymie. Był duszpasterzem akademickim w Toruniu, Szczecinie, Lublinie i Warszawie. Kursy formacyjne i praktyki duszpasterskie odbywał we Włoszech, Hiszpanii, Meksyku, Anglii, Stanach Zjednoczonych, Kanadzie, Urugwaju i Argentynie.
Od 1997 roku jest wykładowcą teologii duchowości na Akademii Katolickiej w Warszawie. Jest kierownikiem Katedry Teologii Duchowości i Teologii Pastoralnej. 20 grudnia 2008 roku otrzymał tytuł naukowy profesora nauk teologicznych. Od roku 2015 jest kierownikiem Jezuickiego Uniwersytetu Trzeciego Wieku. Autor ponad stu opracowań naukowych i popularnonaukowych: książek i artykułów z zakresu teologii duchowości. W swoim dorobku pisarskim ma również sześć tomów wierszy. 

## Książki
- Od jesieni do jesieni, Warszawa: Wydawnictwo Sióstr Loretanek 1991.
- Wiara i okolice, Kraków: Wydawnictwo WAM 1993.
- Spacer osobno, Szczecin: Wydawnictwo Barbara 1993.
- Miesiące ciszy, Szczecin: Wydawnictwo Barbara 1994.
- L’esperienza personale degli Esercizi Spirituali di Sant’Ignazio come fondamento della direzione spiriituale nell’Epistolario di San Claudio La Colombière, Roma: Pontificia Universitas Gregoriana 1997.
- Proste dziękowanie, Warszawa-Ząbki: Apostolicum 1998.
- Powracanie czasów, Warszawa: Wydawnictwo Sióstr Loretanek 2001.
- Wielcy ludzie Kościoła. Św. Klaudiusz La Colombière, Kraków: Wydawnictwo WAM 2002.
- Odwrót od cieni, Warszawa: Sanktuarium Św. Andrzeja Boboli 2002.
- Chrystocentryzm życia duchowego w rozumieniu św. Klaudiusza La Colombiere’a. Bobolanum, Warszawa 2002.
- W stronę ekologii ducha, Kraków: Wydawnictwo Karmelitów Bosych 2006.
- Przez rok z Biblią, Warszawa: Wydawnictwo Sióstr Loretanek 2007.
- Cieniste drogi ciszy, Warszawa: Wydawnictwo Sióstr Loretanek 2007.
- Teologia drogi zjednoczenia z Chrystusem, Warszawa: Rhetos 2007.
- Żyć nie byle jak, Kraków: Wydawnictwo WAM 2013.
- W drodze ku światłu, Warszawa-Ząbki: Wydawnictwo APOSTOLICUM 2016.
- Życie splecione z zakonem, Wydawnictwo Naukowe Collegium Bobolanum, Warszawa 2021. ISBN 978-83-959422-2-8
- Na strunach niemrawej nadziei. Wiersze wybrane, Wydawnictwo Bernardinum, Pelplin 2022. ISBN 978-83-8127-839-3
- O znaczeniu źródeł wiary, Stowarzyszenie IRYDION, Ciechanów 2022.
- Głos w obronie ciszy, Wydawnictwo Naukowe Collegium Bobolanum, Warszawa 2025. ISBN 978-83-970591-2-2

Książki zbiorowe
- Grzech i nawrócenie a Sakrament Pokuty. Praca zbiorowa pod redakcją ks. Zygmunta Perza SJ, Warszawa: Bobolanum 1999, 243-266.
- Sztuka kierownictwa duchowego. Poradnik.dla księży. Praca zbiorowa pod redakcją Józefa Augustyna SJ i Jakuba Kołacza SJ, Wydawnictwo WAM, Kraków 2007.
- W pokornej służbie prawdzie i miłości. Wydawnictwo Uniwersytetu Kardynała Stefana Wyszyńskiego, Warszawa 2008.
- Spiritualna teológia, w: Zasvatenie do teológie, Teologicka fakulta Trnavskiej uiverzity, Bratislava 2008.
- Duchowość Krzyża. Wydawnictwo Uniwersytetu Kardynała Stefana Wyszyńskiego, Warszawa 2009.
- Tylko służyć. Wydawnictwo Uniwersytetu Kardynała Stefana Wyszyńskiego, Warszawa 2016.
- Miłość jest jedna. Wydawnictwo Naukowe Akademii Ignatianum w Krakowie, Kraków 2019.